# Metacrobunus frontalis
Metacrobunus frontalis is een hooiwagen uit de familie Epedanidae.